# Leia smithi
Leia smithi är en tvåvingeart som beskrevs av Edwards 1933. Leia smithi ingår i släktet Leia och familjen svampmyggor. Inga underarter finns listade i Catalogue of Life.